# پتر هیما
پتر هیما (چکی: Petr Hejma؛ زادهٔ ۲۴ آوریل ۱۹۴۴) بازیکن هاکی روی یخ اهل چکسلواکی بود.